# Lingua semigallica
Il semigallico era una lingua appartenente al gruppo delle lingue baltiche orientali della famiglia indoeuropea. È una lingua scarsamente attestata, di cui rimangono soprattutto alcuni riferimenti occasionali nelle cronache.
Veniva parlata a nord degli attuali confini lituani, nella Lettonia sud-occidentale, particolarmente a sud del golfo di Riga, nella regione storica della Semgallia.
Il semigallico è scomparso verso il XVI secolo, sostituito dal lettone.